# Cyklonetka

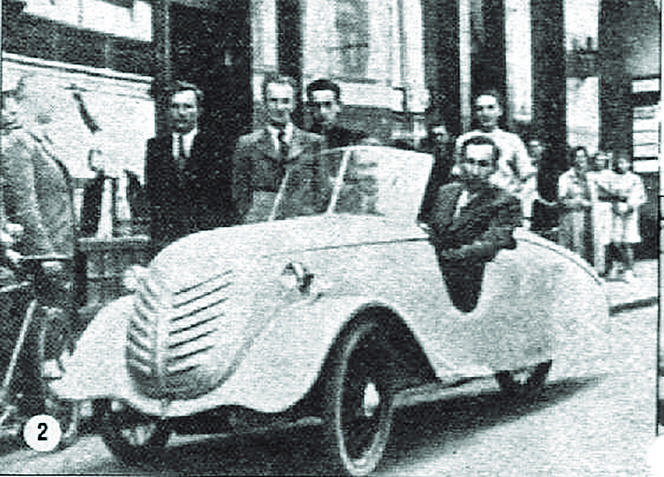
Cyklonetka w 1939 roku.

Cyklonetka − prototyp polskiego samochodu trójkołowego z 1939 roku.
Projekt Eugeniusza, Jana i Wacława Knawów. Opracowany jako koncept samochodu masowego. Był to kabriolet wyposażony w jednocylindrowy, dwusuwowy silnik spalinowy o pojemności 98 cm³, a pochodzący z fabryki Steinhagen i Stransky. Prototyp został zbudowany w prywatnym warsztacie Knawów w Kielcach. Został zaprezentowany latem 1939 roku w Warszawie. Rozwój projektu przerwał wybuch II wojny światowej